# Esteban Granados
Óscar Esteban Granados Maroto, mais conhecido como Esteban Granados (Cartago, 25 de outubro de 1985), é um futebolista costa-riquenho que atua como volante. Atualmente, joga pelo Herediano.